# Tolimataube
Die Tolimataube (Leptotila conoveri) ist eine Taubenart aus der Gattung der Schallschwingentauben (Leptotila). Sie kommt in Kolumbien vor. Das Artepitheton ehrt den US-amerikanischen Ornithologen Henry Boardman Conover (1892–1950).

## Merkmale
Die Tolimataube erreicht eine Größe von 22,5 bis 25 cm. Der Oberkopf ist blaugrau oder dunkelgrau, die Kehle ist weiß. Der Hinternacken ist weinfarben mit einem violetten Glanz. Der Obermantel ist weinfarben-grau mit einem violetten Schimmer. Die übrige Oberseite ist dunkelgrau mit einem lila Schimmer. Die Flügel sind bräunlicher. Unterbrust und Bauch sind gelbbraun gefärbt und kontrastieren scharf mit der wein-rosa gefärbten Oberbrust. Die Unterschwanzdecken sind weiß, die Unterflügel sind kastanienfarben. Der Schwanz ist schieferfarben. Die äußeren Steuerfedern haben weiße Spitzen, die jedoch nicht so breit sind, wie bei der sympatrisch vorkommenden Weißstirntaube (Leptotila verreauxi).

## Bestand und Gefährdung
BirdLife International stuft die Tolimataube als „stark gefährdet“ (endangered) ein und schätzt den Bestand auf 600 bis 1700 Altvögel. Die Hauptgefährdung geht von Lebensraumverlust aus. Teile des oberen Río-Magdalena-Tals wurden seit dem 18. Jahrhundert in landwirtschaftliche genutzte Flächen umgewandelt. Die terra typica, die höher gelegenen Täler der Toche-Region in der Provinz Tolima, war während der Entdeckung der Tolimataube im Jahr 1942 noch stark bewaldet. Seit den 1950er-Jahren wurden viele dieser Täler entwaldet und für landwirtschaftlich Flächen, einschließlich Kaffeeplantagen, Kartoffel- und Bohnenanbau sowie für Viehweiden genutzt. Seit 1952 wurde die Tolimataube nicht mehr in zwei Tälern des Quellgebiets des Río Magdalena im Departamento del Huila nachgewiesen. Die alten Sekundärwaldparzellen sind fragmentiert und die natürliche Vegetation ist in den Höhenlagen zwischen 1.900 und 3.200 m auf ungefähr 15 Prozent zurückgegangen. Die Tolimataube bevorzugt die Quindio-Wachspalme (Ceroxylon quindiuense) als Brutbaum, die durch Abholzung gefährdet ist.